# 沿湖街道
沿湖街道是中华人民共和国江苏省徐州市铜山区下辖的一个街道办事处。
2019年4月，经徐州市政府第14次常务会议审议，同意以沿湖农场管委会原管辖区域设立沿湖街道办事处，将柳新镇牛场村整建制交由新设立的沿湖街道办事处代管。新设立的沿湖街道办事处，南接柳新镇、西连郑集镇、北接马坡镇、东至微山湖西侧，面积20平方公里，人口1.3万人。办事处驻地设在沿湖农场管委会。

## 行政区划
沿湖街道下辖以下村级行政区划单位：
沿湖农场一分场村、沿湖农场二分场村、沿湖农场三分场村和牛场村。